# فرانسيسكو لوبيز
فرانسيسكو لوبيز (بالإسبانية: Francisco López Alfaro)‏، من مواليد 1 نوفمبر 1962، لاعب كرة قدم إسباني سابق، ومدرب كرة قدم إسباني سابق.
لعب مع منتخب إسبانيا لكرة القدم.

## روابط خارجية
- فرانسيسكو لوبيز على موقع الاتحاد الدولي (مؤرشف)  (الإنجليزية)
- فرانسيسكو لوبيز على موقع قاعدة بيانات كرة القدم.إي يو (الإنجليزية)
- فرانسيسكو لوبيز على موقع ناشيونال فوتبول تيمز (الإنجليزية)